# Tribunal

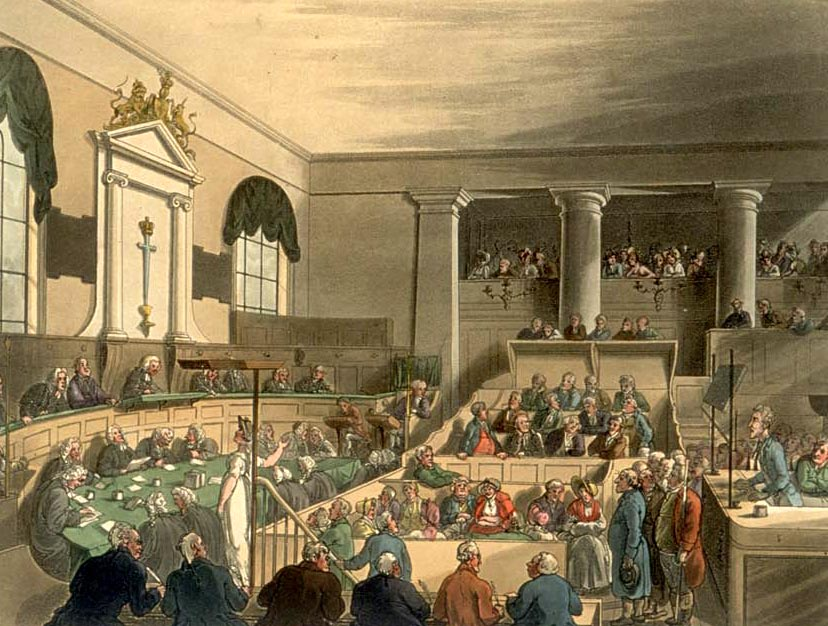
Um julgamento no Old Bailey em Londres desenhado por Thomas Rowlandson e Augustus Pugin para Microcosm of London de Ackermann (1808–11)

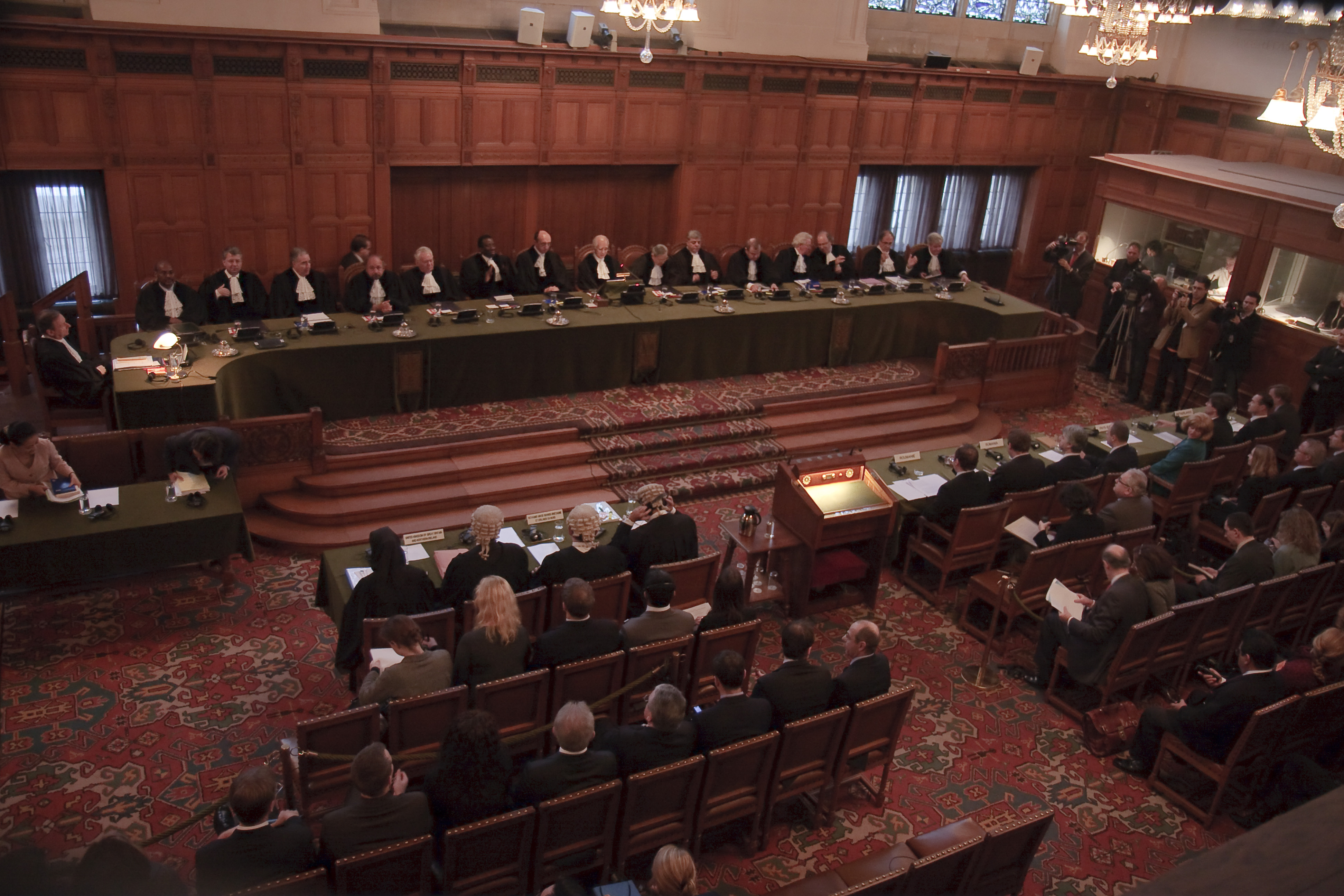
O Tribunal Internacional de Justiça

Um tribunal é qualquer pessoa ou instituição, geralmente governamental, com autoridade para julgar disputas legais entre as partes e realizar a administração da justiça em questões civis, criminais e administrativas de acordo com o estado de direito. Tanto nos sistemas jurídicos de direito consuetudinário quanto no de direito civil, os tribunais são o meio central para a resolução de disputas, e é geralmente entendido que todas as pessoas têm a capacidade de apresentar suas reivindicações perante um tribunal. Da mesma forma, os direitos dos acusados de um crime incluem o direito de apresentar defesa perante um tribunal.
O sistema de tribunais que interpreta e aplica a lei é conhecido coletivamente como judiciário. O local onde funciona um tribunal é conhecido como foro. A sala onde ocorrem os processos judiciais é conhecida como tribunal e o prédio como tribunal; as instalações do tribunal variam de instalações simples e muito pequenas em comunidades rurais a grandes instalações complexas em comunidades urbanas.
A autoridade prática dada ao tribunal é conhecida como sua jurisdição (do latim iūrisdictiō, de iūris, "da lei," + dīcō, "declarar," + -tiō, sufixo formador de substantivo), o poder do tribunal de decidir certas tipos de perguntas ou petições feitas a ele. De acordo com os Comentários sobre as Leis da Inglaterra de William Blackstone, um tribunal (para danos civis) é constituído por um mínimo de três partes: o ator ou queixoso, que reclama de um dano causado; o réu, que é chamado a dar satisfação por isso; e o jūdex ou poder judiciário, que deve examinar a verdade do fato, determinar a lei decorrente desse fato e, se algum dano parecer ter sido causado, determinar e por seus oficiais aplicar um remédio legal. Também é comum nos tribunais superiores ter advogados como assistentes, embora, muitas vezes, os tribunais sejam compostos por advogados adicionais, oficiais de justiça, repórteres e talvez um júri.